# Diga di Kossou

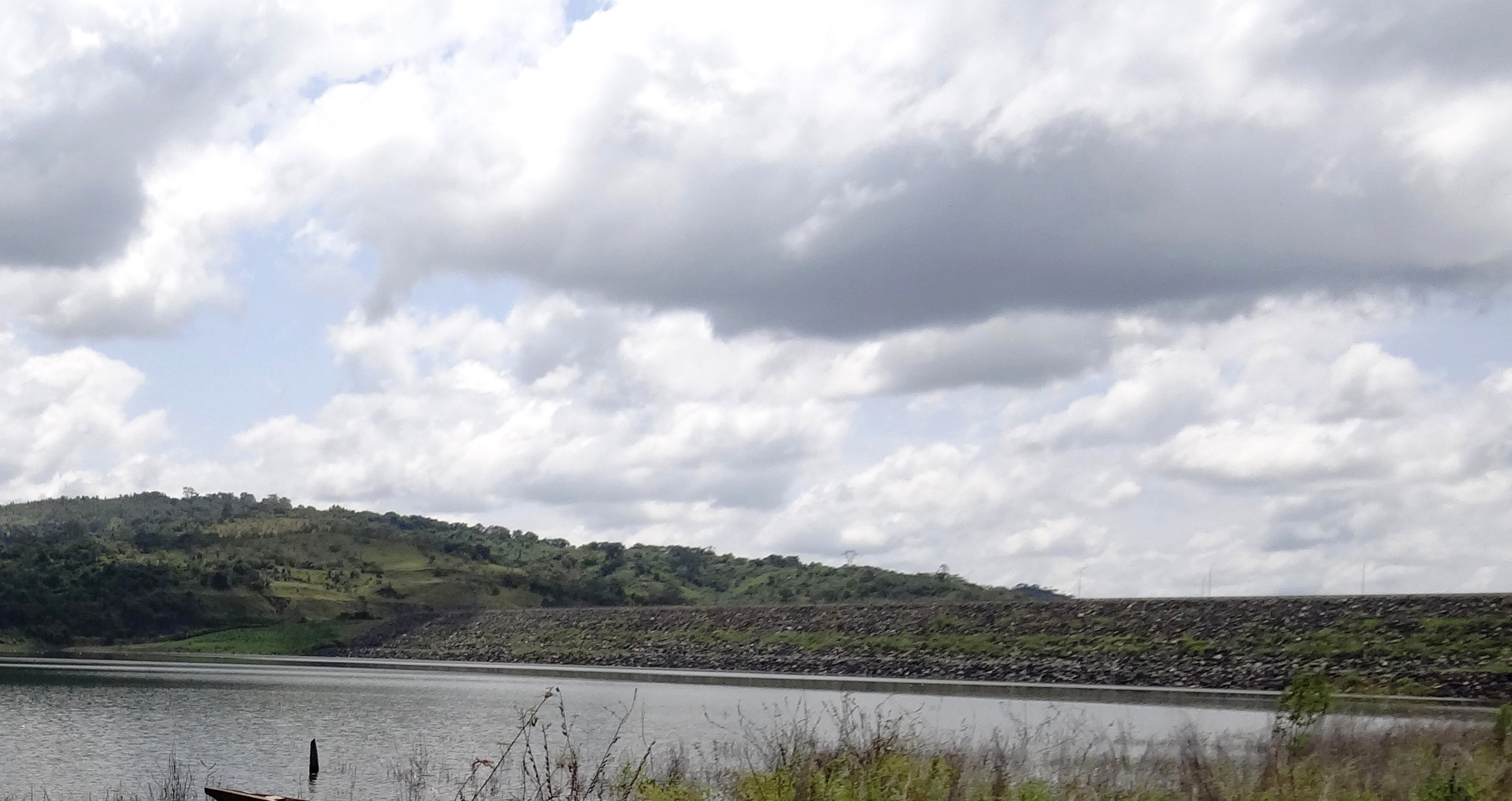

La diga di Kossou è una diga, del tipo  "a gravità fatta di terra e rockfill", situata in Costa d'Avorio, lungo il corso del fiume Bandama, ed è la quinta diga dell'Africa per capacità del bacino, pari a 28 miliardi di m³. La diga venne realizzata su progetto della Kaiser engineers and contractors (Oakland, California) dall'Impregilo (Impresit-Girola-Lodigiani) di Milano. Il volume della diga è di circa 5.000.000 di m³ di terra, filtri e roccia.
La diga si trova nei pressi di Yamoussoukro, la capitale ufficiale del paese.

## Storia
La costruzione della diga venne decisa nel 1964 dal governo ivoriano, che già subito dopo l'indipendenza aveva avviato un programma di costruzione di centrali idroelettriche per affrancare il più possibile il paese dalla dipendenza dal petrolio. La diga fu iniziata nel 1969 e completata nel 1972.
Il progetto, il più costoso della storia della produzione di energia in Costa d'Avorio, richiese diversi anni per il completamento e implicò il trasferimento di 85.000 contadini di etnia Baoulé che abitavano la zona destinata ad essere invasa dalle acque.
Il progetto prevedeva la costruzione di una centrale idroelettrica da 176 MW ed il sostanziale raddoppio della capacità produttiva del paese, ma la siccità verificatasi nella zona nella seconda metà degli anni settanta non consentì per parecchio tempo il completo riempimento del bacino e soltanto nel 1979, quando le precipitazioni tornarono ai livelli normali, la centrale poté raggiungere il livello produttivo previsto.
Il lago di Kossou, formato dalla diga, è il più grande della Costa d'Avorio, con una superficie di 1.898 km².

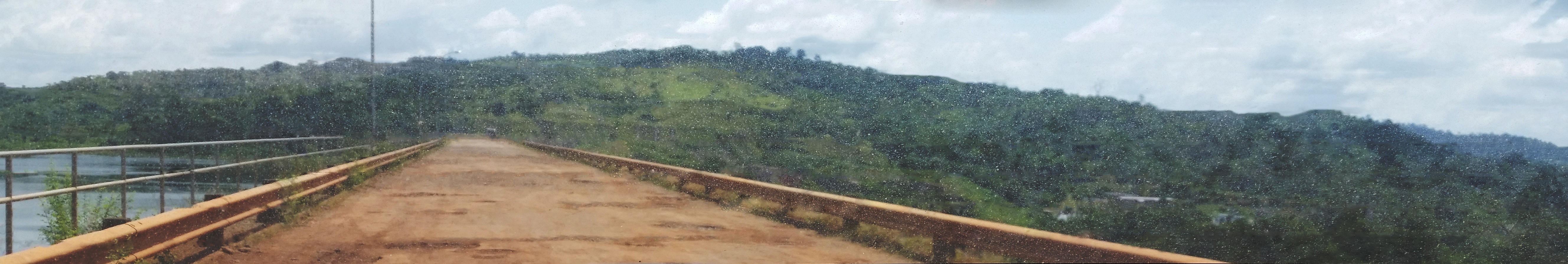
Kossou dam